# Milan Škriniar
Milan Škriniar (Žiar nad Hronom, 11 de fevereiro de 1995) é um futebolista eslovaco que atua como zagueiro. Atualmente, joga no Fenerbahçe.

## Carreira

### MŠK Žilina
Škriniar começou a sua carreira nas categorias de base do FK Žiar nad Hronom, antes de se juntar a equipe do MŠK Žilina aos 12 anos. Ele fez sua estreia oficial na Super Liga da Eslováquia pela equipe titular no dia 27 de março de 2012 com 17 anos e 49 dias, em uma partida contra o FC ViOn. Em 23 de novembro de 2012, ele marcou seu primeiro gol no Corgoň Liga contra o ViOn, que o MŠK Žilina venceu por 4–1.

### FC ViOn
Ele foi emprestado ao FC ViOn em fevereiro de 2013, para ganhar mais experiência como titular.

### Sampdoria
Em 29 de janeiro de 2016, a Sampdoria anunciou a contratação de Škriniar por um contrato de quatro anos e meio. Ele fez sua estreia, na vitória por 2-1, em casa, sobre a Lazio, no final de abril. Durante a temporada seguinte, Škriniar desempenhou um papel fundamental para Marco Giampaolo, terminando a campanha como o zagueiro mais jovem a ter feito pelo menos 35 jogos na Serie A.

### Internazionale
Em 7 de julho de 2017, Škriniar foi transferido para a Inter de Milão, também da Serie A, assinando um contrato de cinco anos. O clube pagou cerca de € 20 milhões e incluiu também o atacante Gianluca Caprari. A transferência tornou Škriniar o jogador eslovaco mais caro de todos os tempos. Ele foi apresentado quatro dias depois e recebeu a camisa número 37, afirmando: "É incrível pensar que em 18 meses passei da liga eslovaca para jogar por um clube como a Inter".
Škriniar fez sua estreia oficial pelo clube em 20 de agosto, na primeira rodada da Serie A 2017–18, contra a Fiorentina, em uma vitória da Inter por 3–0 no San Siro. Ele marcou seu primeiro gol, na Série A, em 16 de setembro, contra o Crotone, aos 37 minutos do segundo tempo, em uma vitória por 2-0, fora de casa.
Ao fim da temporada, foi anunciada sua saída da Inter de Milão após seis temporadas. Škriniar disputou 246 partidas e marcou 11 gols durante sua passagem pelo clube italiano, conquistando cinco títulos: duas Coppa Itália, uma Supercopa da Itália e um Campeonato Italiano.

### Paris Saint-Germain
No dia 29 de janeiro de 2023, foi anunciado que Milan assinou um pré-contrato com o time francês PSG. Na ocasião, o eslovaco estava aguardando que o seu atual clube, a Internazionale, e o Paris Saint-Germain entrassem em um acordo para liberarem o zagueiro ainda em janeiro.
| “ | Sim, é verdade. Eu assinei com o Paris Saint-Germain. Estou esperando os clubes chegarem a um acordo. | ” |

### Fenerbahçe
No dia 30 de janeiro de 2025, após ter poucos minutos no time francês, Skriniar acertou sua transferência para o Fenerbahçe, da Turquia. O zagueiro assinou com o clube turco um contrato de empréstimo válido até o final da temporada. Em 30 de julho de 2025, o Fenerbahçe anunciou que Skriniar vai assinou de forma definitiva com o clube.

## Seleção Eslovaca
Škriniar representou várias equipes juvenis eslovacas e fez sua estreia, pela Seleção Eslovaca, em uma vitória amistosa por 3-1, sobre a Seleção Georgiana, em 27 de maio de 2016.
Milan Škriniar fez parte do elenco da Seleção Eslovaca que disputou a Eurocopa de 2016.

## Títulos
MŠK Žilina
- Campeonato Eslovaco: 2011–12
- Copa da Eslováquia: 2011–12

Internazionale
- Campeonato Italiano: 2020–21
- Supercopa da Itália: 2021 e 2022
- Coppa Italia: 2021–22 e 2022–23

Paris Saint-Germain
- Supercopa da França: 2023
- Ligue 1: 2023–24 e 2024–25[16]
- Copa da França: 2023–24

### Seleção Eslovaca
- King's Cup: 2018[17][18]

### Prêmios individuais
- Prêmio Peter Dubovský: 2016
- Equipe do torneio do Campeonato Europeu Sub-21 de 2017[19]
- Jogador Eslovaco do Ano: 2019[20]